# Blažim (district de Louny)
Pour les articles homonymes, voir Blažim.
Blažim (en allemand : Ploscha) est une commune du district de Louny, dans la région d'Ústí nad Labem, en Tchéquie. Sa population s'élevait à 284 habitants en 2021.

## Géographie
Blažim se trouve à 14 km au nord-ouest de Louny, à 42 km au sud-ouest d'Ústí nad Labem et à 69 km au nord-ouest de Prague.
La commune est limitée par Havraň au nord, par Výškov au nord-est et à l'est, par Bitozeves au sud, et par Velemyšleves à l'ouest.

## Histoire
La première mention écrite du village remonte à 1332.

## Transports
Par la route, Blažim se trouve à 15 km de Žatec, à 16 km de Louny, à 57 km d'Ústí nad Labem  et à 84 km de Prague.